# Adolph von Wenckstern
Adolph von Wenckstern (* 3. Oktober 1862 in Groß-Tippeln (Ostpreußen), heute Gemeinde Rychliki; † 23. Oktober 1914 bei Dixmuiden) war ein deutscher Nationalökonom.

## Leben
Wenckstern stammte aus dem in Ostpreußen ansässigen Zweig des mecklenburgischen Adelsgeschlechts von Wenckstern. Er besuchte Gymnasien in Hohenstein und Münster, wo er das Abitur ablegte. Er trat in die Armee ein und war von 1880 bis 1885 aktiver Offizier. Aus finanziellen Gründen nahm er seinen Abschied und ging als Tabakpflanzer nach Deli auf Sumatra. Nach fast fünf Jahren kehrte er zurück und studierte an den Universitäten München und Berlin von 1890 bis 1893, vor allem Wirtschafts- und Rechtswissenschaften. In den Wirtschaftswissenschaften waren Gustav von Schmoller und Adolph Wagner (Ökonom) seine Lehrer. Er wurde 1893 nach einer Dissertation über Pierre Guilleaume Fréderic Le Play zum Doktor promoviert.
Im selben Jahr ging er für drei Jahre als Professor der Nationalökonomie und Finanzwissenschaft an die kaiserlich japanische Universität Tokio. Er habilitierte sich 1896 mit Marx und war von 1896 bis 1907 Privatdozent an der Berliner Universität, 1897 bis 1899 zugleich Assistent Schmollers und von 1898 bis 1905 Lehrer an der Post- und Telegraphenschule in Berlin.
1905 wurde er außerordentlicher Professor der Staatswissenschaften an der Universität Greifswald. Im Oktober 1906 erhielt er die Berufung auf eine ordentliche Professur an der Schlesischen Friedrich-Wilhelms-Universität in Breslau. Seit Eröffnung der Technischen Hochschule Breslau 1910 war er auch hier Professor für Wirtschaftswissenschaft.
Neben seinen fachlichen Veröffentlichungen trat er als nationalistisch gesinnter Autor und Redner zu Tagesfragen hervor. Um 1900 engagierte er sich in der Flottenfrage und setzte sich in Schriften ebenso wie auf Agitationsreisen für die Stärkung der deutschen Seemacht ein. Nach Einschätzung seines Breslauer Kollegen Adolf Weber fühlte sich Wenckstern im Grunde seines Wesens gewiß mehr berufen, als Apostel für das zu wirken, was ihm im Interesse seines Volkes und seines Landes eine gute Sache zu sein schien, denn als Gelehrter neue Theorien auszuklügeln. Als Teil seiner Mission sah er auch die von ihm verfassten Romane. 
Bald nach Ausbruch des Ersten Weltkriegs ließ sich von Wenckstern als Hauptmann der Reserve reaktivieren. Er wurde zum Kompaniechef der 10. Kompanie des Reserve-Infanterie-Regiments 203 ernannt, das vor allem aus Kriegsfreiwilligen, darunter vielen Studenten bestand. Im Verlauf der Ersten Flandernschlacht wurde er in der Nacht zum 22. Oktober bei einem Sturmangriff in der Nähe von Dixmuiden schwer verwundet. Er starb vermutlich am Tag darauf in einem Sanitätszug auf der Fahrt nach Calais. Sein genaues Todesdatum und der Ort, wo er beigesetzt wurde, blieben unklar.

## Werke
- Le Play. Berlin: Preuss 1893 (Diss.)
- Marx. Leipzig: Duncker & Humblot 1896
- 1 %: die Schaffung und Erhaltung einer deutschen Schlachtflotte. Leipzig: Duncker & Humblot 1899
- Arbeitsvertragsgesetzgebung. Positive Politik gegen die roten Gewerkvereine.  Berlin : Puttkammer & Mühlbrecht 1900
- 'Mein Auge war auf's hohe Meer gezogen'; Adam Smith, Karl Marx und die Seemacht des Reichs. 2. Aufl., Berlin: H. Walther 1900
- Heimatpolitik durch Weltpolitik: Reden zur Flottenvorlage 1900. Leipzig: Duncker & Humblot 1900. Digitalisat
- Auf Scholle und Welle: Reden in Ost- und Westdeutschland zur Flottenvorlage 1900. Leipzig: Duncker & Humblot 1900
- Einführung in die Volkswirtschaftslehre. Leipzig: Duncker & Humblot 1903
- Heiligenblut. Roman, Berlin 1909
- Imme. Roman, Berlin 1910
- Leitfaden zu den Vorlesungen über Geschichte und Methode der nationalökonomischen und sozialistischen Theorien. Leipzig: Duncker & Humblot 1911